# Medievalismo

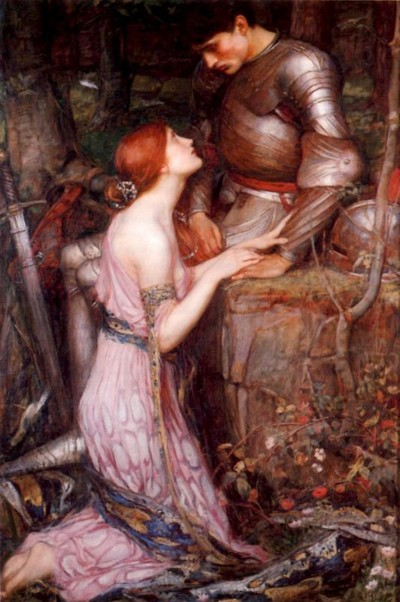
A Idade Média no romantismo: pintura pré-rafaelita de um cavaleiro e uma dama (Lamia de John William Waterhouse, 1905)

Medievalismo é o sistema de crenças e práticas características da Idade Média, ou a devoção a elementos desse período, que foi expressa em áreas como arquitetura, literatura, música, arte, filosofia, estudos acadêmicos e vários veículos de cultura popular.
Desde o século XVIII, uma variedade de movimentos usaram o período medieval como modelo ou inspiração para a atividade criativa, incluindo o romantismo, arquitetura neogótica, a Irmandade Pré-Rafaelita, o movimento Arts & Crafts e o neomedievalismo (termo muitas vezes usado como sinônimo de medievalismo).
Medievalismo também pode ser usado depreciativamente, implicando conservadorismo e atitudes ultrapassadas. A palavra "medieval" foi registrada pela primeira vez em 1881 e a palavra "medievalismo" no século XX. O termo "medieval" deriva do latim medium aevum (Idade Média). Este termo advém da ideia de que a Idade Média foi uma interrupção no avanço do aprendizado clássico.